# Waldemar Nisbeth
Waldemar Anshelm Gotthard Nisbeth, född den 24 augusti 1841 i Östuna socken, Stockholms län, död den 17 april 1907 i Stockholm, var en svensk militär. Han tillhörde ätten Nisbeth.
Nisbeth blev underlöjtnant vid Upplands regemente 1860, löjtnant 1865, kapten 1877, major 1887, överstelöjtnant 1891, överstelöjtnant och chef för Jämtlands fältjägarregemente 1894, överste och chef där 1895 samt överste och chef för Västmanlands regemente 1897. Han beviljades avsked från regementet och blev överste i armén 1902. Nisbeth blev riddare av Svärdsorden 1882 och av Vasaorden 1884 samt kommendör av andra klassen av Svärdsorden 1898 och kommendör av första klassen 1902.